# Ünye (stad)
Ünye (Grieks: Oinoë; Latijn: Oenoë) is een stad in de Turkse provincie Ordu aan de zuidkust van de Zwarte Zee, halverwege tussen de steden Terme en Fatsa. De stad had in 2021 130.692 inwoners. Ünye heeft een kleine haven. De belangrijkste inkomstenbron zijn de talrijke hazelnootplantages in het achterland van de stad. Omdat het achterland van Ünye erg vlak is, krijgt het in vergelijking met andere steden langs de zuidkust van de Zwarte Zee weinig neerslag.

## Geschiedenis
Het is niet bekend wanneer de stad precies werd gesticht. Het gebied rond de stad maakte in de 15e eeuw voor Christus deel uit van het rijk van de Hettieten. Later werd het veroverd door Scythen of Amazonen, die er arriveerden van de Pontische Steppe aan de overkant van de zee, in het huidige Oekraïne. Vanaf de 8e eeuw voor Christus arriveerden er Griekse kolonisten uit Milete langs de kust. Waarschijnlijk werd de stad in deze periode gesticht onder de naam Oine of Oinaion. Later maakte het deel uit van Perzische en Pontische rijken, alvorens opgenomen te worden in het Romeinse Rijk in de Derde Mithridatische Oorlog. Het bleef onder Byzantijns bestuur tot de late 11e eeuw, toen het in handen viel van de Turkmeense Danismenden. Het wordt dan af en aan voor decennia geregeerd door lokale Griekse heersers en de Seltsjoeken. Gedurende het grootste deel van de 13e en 14e eeuw maakte de stad deel uit van het Keizerrijk Trebizonde, alvorens op te gaan in het Ottomaanse Rijk. Rond Ünye woonde tot de Turks-Griekse bevolkingsuitwisseling nog een grote Grieks-orthodoxe bevolking.

## Bezienswaardigheden
Van de lange geschiedenis van de stad is weinig bewaard gebleven, wat rest is verscholen achter hoge betonnen flats. Omdat rond de stad enkele stranden zijn waaronder Uzunkum, het langste strand aan de Turkse Zwarte Zee, komen hier toch aardig wat lokale toeristen op af. Uzunkum staat bekend om het magnetisch zwart zand. Ook de wandelingen door het groene achterland zijn populair, zo ook om te picknicken met uitzicht op zee in de bossen bij Çamlık. De heuvel Çakırtepe biedt uitzicht over de stad en de zee. In de stad zelf zijn nog het Pontische Ünye-kasteel en het 18e-eeuwse stadhuis te bezichtigen.